# Motolice
Motolice (Trematoda Rudolphi, 1808) jsou třída bezobratlých živočichů, kteří spadají do kmene ploštěnců (Platyhelminthes). Třída Trematoda (motolice) zahrnuje velkou skupinu helmintů, kteří se vyznačují nepřímým vývojem zahrnujícím 1–3 mezihostitele. Jedná se především o endoparazity obratlovců, jen malé množství druhů žije ektoparaziticky. Bylo popsáno více než 8000 druhů, přičemž řada z nich má velký medicínský či veterinární význam. Původně se třída Trematoda dělila do dvou podtříd Monogenea (jednorodí) a Digenea (dvourodí). V poslední době však převládl názor, že Monogenea (parazité ryb, paryb, obojživelníků a plazů) se natolik odlišují, že byla vytvořena nová třída Monogenea. (tento článek se tudíž netýká Monogenea).

## Nové členění třídy Trematoda
(v závorce jsou uvedeny nejvýznamnější druhy každé čeledi)
- podtřída Aspidogastrea (malý význam)
- podtřída Digenea
  - čeleď Schistosomatidae (Schistosoma mansoni, Trichobilharzia szidati, Trichobilharzia regenti)
  - čeleď Diplostomidae (Alaria alata)
  - čeleď Strigeidae (Cotylurus cornutus)
  - čeleď Paramphistomidae (Paramphistomum daubneyi)
  - čeleď Notocotylidae (Notocotylus attenuatus)
  - čeleď Fasciolidae (Fasciola hepatica, Fascioloides magna, Fasciolopsis buski)
  - čeleď Echinostomatidae (Echinostoma caproni, Echinostoma revolutum)
  - čeleď Echinochasmidae (Echinochasmus perfoliatus)
  - čeleď Opisthorchiidae (Opisthorchis viverrini, Clonorchis sinensis)
  - čeleď Heterophyidae (Metagonimus yokogawai)
  - čeleď Plagiorchiidae (Plagiorchis neomidis)
  - čeleď Dicrocoeliidae (Dicrocoelium dendriticum)
  - čeleď Prosthogonimidae (Prosthogonimus ovatus)
  - čeleď Paragonimidae (Paragonimus westermani)
  - čeleď Troglotrematidae (Troglotrema acutum)

(jsou uvedeny pouze medicínsky a veterinárně významné čeledě)

## Morfologie dospělých motolic
Tvar většiny motolic je dorso-ventrálně zploštělý, podélně oválný až lístkovitý. Některé druhy mají tělo hruškovité nebo válcovité (Schistosomatidae). Velikost dospělých motolic je variabilní a pohybuje se od několika milimetrů až do několika centimetrů (Fasciola gigantica měří až 10 cm). Typickými orgány motolic jsou přísavky na ventrální straně těla. Ústní (rostrální) přísavka slouží jednak k přichycení a jednak obsahuje ústní otvor motolice. Břišní (ventrální) přísavka (také zvaná acetabulum) slouží jen k přichycení a některým čeledím může chybět. U břišní přísavky většinou ústí vývody pohlavních orgánů.
Povrch těla tvoří metabolicky aktivní tegument, pod kterým je uložené syntitium zasahující do tělového parenchymu. Tegument je tvořen trny, někdy hladký. Na tegument navazuje kožně-svalový vak, který je složen z několika vrstev.
Nervovou soustavu tvoří párové cerebrální ganglium, ze kterého vybíhají krátké provazce k přednímu konci a 3 páry dlouhých kaudálních nervových provazců.
Trávicí soustava je jednoduchá, chybí anus. Motolice přijímají potravu nasáváním svalnatým hltanem uloženým na dně ústní přísavky, který pokračuje do párového, různě větveného střeva. Po strávení se potrava ve střevě resorbuje. Nestrávené zbytky se regurgitují zpět přes hltan.
Vylučovací soustava je protonefridiálního typu, tvořená plaménkovými buňkami, na které pomocí kanálků navazuje močový měchýř a ústí ven exkrečním otvorem.
Dýchají za nepřístupu kyslíku a odpadními produkty jsou karboxylové kyseliny (kapronová, valerová).
Většina motolic jsou hermafrodité, s výjimkou zástupců čeledi Schistosomatidae. Přestože jsou motolice oboupohlavní, proces oplození probíhá častěji mezi dvěma jedinci. Samooplození je méně časté z důvodu nižší genetické diverzity. Samčí pohlavní orgány tvoří párová varlata ústící semennými kanálky do vývodů u břišní přísavky. Samičí pohlavní ústrojí je zastoupeno párovými vaječníky, vejcovody a dělohou.

## Vývojový cyklus
Vývojový cyklus motolic je velmi složitý a zahrnuje jednoho až tři mezihostitele. Vývoj motolice se obecně dělí na tři základní fáze:
1. Embryogeneze (vývoj vajíčka až do larvy miracidium).
2. Partenogeneze (vývoj v plži).
3. Maritogeneze (vývoj mladé motoličky v pohlavně zralého jedince v definitivním hostiteli).

### Obecné schéma vývojového cyklu
(neplatí pro všechny čeledě)
Embryogonie začíná, když oplozené vajíčko se dostává do vnějšího prostředí a uvnitř se začne tvořit obrvená larva zvaná miracidium (u některých druhů jsou už larvy vyvinuté). Jakmile miracidium dozraje, opouští vajíčko přes otvor zvaný operculum, plave ve vodě a hledá aktivně vhodného mezihostitele, kterým je vždy vodní plž. V něm prodělává další vývoj (partenogeneze). V plži z jednoho miracidia se přes řadu stádií (sporocysta, mateřská redie, dceřiná redie) vytvoří až několik set cerkarií, které plže samy opouštějí. Další část vývoje od cerkarie se liší mezi jednotlivými čeleděmi. Cerkarie může sama pronikat přímo do definitivního hostitele (např. u schistosom); nebo se opouzdří na vegetaci (metacerkarie) a čekají až je pozře definitivní hostitel (např. motolice jaterní); nebo cerkarie pronikají do dalšího mezihostitele (vodní korýš, ryba), kde se opouzdří a definitivní hostitel se nakazí pozřením infikovaného mezihostitele (např. Paragonimus spp., Opistorchis spp.); nebo pronikají do druhého mezihostitele (mění se v mezocerkarie) a až v třetím mezihostiteli se vytvářejí metacerkarie.
Fáze maritogeneze začíná v okamžiku pozření metacerkárií definitivním hostitelem, kdy se v žaludku uvolní z cysty mladá motolička, která poté migruje organismem až do svého cílového místa. U schistosom začíná maritogeneze, když furkocerkárie pronikne do kůže zvířete či člověka.

### Zjednodušené schéma vývojového cyklu
vajíčko → miracidium → sporocysta → mateřská redie → dceřiná redie → cerkarie → metacerkarie → dospělec
nebo také
vajíčko → miracidium → mateřská sporocysta → dceřiná sporocysta → cerkarie → dospělec